# Elijahu Ben Elisar
David Re'em, hebrejsky  אליהו בן אלישר‎‎ (2. srpna 1932 Radom, Polsko – 12. srpna 2000 Paříž, Francie) byl izraelský diplomat, politik a poslanec Knesetu za stranu Likud a alianci Likud-Gešer-Comet.

## Biografie
Narodil se 2. srpna 1932 ve městě Radom v Polsku. V roce 1942 přesídlil do dnešního Izraele. Vystudoval v bakalářském programu sociální vědy na Pařížské univerzitě, kde také získal titul magistra z mezinárodního práva. Na Ženevské univerzitě získal doktorát z filozofie. Pracoval pak jako historik. Hovořil hebrejsky, francouzsky a anglicky.

## Politická dráha
Do roku 1965 sloužil v izraelské armádě. V letech 1977–1980 byl vysokým úředníkem v úřadu premiéra, v letech 1980–1981 se stal prvním izraelským velvyslancem v Egyptě. Vydal historické knihy La Guerre Israelo-Arabe a La Diplomatie du Troisieme Reich et les Juifs.
V izraelském parlamentu zasedl poprvé po volbách v roce 1981, v nichž kandidoval za Likud. Byl předsedou výboru pro zahraniční záležitosti a obranu. Mandát obhájil po volbách v roce 1984. Zastával post člena pro zahraniční záležitosti a obranu. Opětovně se dočkal zvolení ve volbách v roce 1988, po kterých se vrátil na post předsedy výboru pro zahraniční záležitosti a obranu. Na postu člena parlamentu se udržel i po volbách v roce 1992. Stal se členem výboru pro zahraniční záležitosti a obranu.
Ve volbách v roce 1996 mandát obhájil. Kandidoval tehdy za střechovou kandidátní listinu Likud-Gešer-Comet. Na mandát ale rezignoval již v září 1996. Odešel pak na post velvyslance v USA a ve Francii. Právě ve Francii zemřel 12. srpna 2000 na srdeční záchvat.